# Forze di difesa finlandesi
Le Forze di difesa finlandesi (Finlandese: Puolustusvoimat) sono le forze armate della Repubblica di Finlandia. È in vigore il servizio di leva, in base al quale tutti i cittadini di sesso maschile servono per un periodo di 165, 255 oppure 347 giorni, dal compimento del diciottesimo anno d'età fino al raggiungimento dei 29 anni. È previsto un servizio civile alternativo per uomini e donne.
La Finlandia dal 04/03/2023 è ufficialmente un membro dell'alleanza atlantica. Le spese militari annue della Finlandia sono di 3.2 miliardi di euro, corrispondenti all'1.3 del PIL. Oltre il 76% della popolazione finlandese si dichiara pronta a difendere il proprio paese anche di fronte ad un nemico militarmente superiore.
In tempo di guerra, la Guardia di frontiera finlandese (normalmente un'organizzazione indipendente) diviene parte delle Forze di difesa finlandesi.